# 福雷斯特福爾斯 (加利福尼亞州)
福雷斯特福爾斯（英語：Forest Falls）是位於美國加利福尼亞州聖貝納迪諾縣的一個非建制地區。該地的面積和人口皆未知。

## 地理
福雷斯特福爾斯的座標為34°05′18″N 116°55′13″W / 34.08833°N 116.92028°W，而該地的平均海拔高度為1737米（即5700英尺）。